# 西蒙·玻利瓦尔大学
西蒙·玻利瓦尔大学成立于1967年，是委内瑞拉一所公立理工类高等院校。 該學校共有2個校區，一個位於米兰达州，一个位於瓦尔加斯州。根據2015年的QS世界大学排名，西蒙·玻利瓦尔大学在委內瑞拉排名第二，在拉丁美洲排名第34。